# Daniel Burger
Daniel Burger (* 1971 in Weißenburg in Bayern) ist ein deutscher Archivar und Historiker mit den Schwerpunkten Landesgeschichte, Archäologie und Baugeschichte.

## Leben
Daniel Burger wurde 1971 in Weißenburg in Bayern geboren und legte sein Abitur am dortigen Werner-von-Siemens-Gymnasium ab. Er studierte ab 1990 Geschichte und Germanistik an der Katholischen Universität in Eichstätt, wo er sich 1999 promovierte. Er arbeitete von 2000 bis 2002 im Germanischen Nationalmuseum, war von 2003 bis 2005 als Archivreferendar an der Bayerischen Archivschule in München, anschließend arbeitete er als Archivar im Staatsarchiv München, ist seit 2009 im Staatsarchiv Nürnberg und zeitweise in den Staatsarchiven Bamberg und Amberg beschäftigt. Er ist Autor zahlreicher Publikationen zu Burgen und Festungen. Er erstellt zudem für das Historische Lexikon Bayerns Beiträge.

## Werke (Auswahl)
- Die Landesfestungen der Hohenzollern in Franken und Brandenburg im Zeitalter der Renaissance. Beck, München 2000, ISBN 3-406-10709-5.
- Weißenburg in Bayern. Festung Wülzburg (= Burgen, Schlösser und Wehrbauten in Mitteleuropa. 10). Schnell und Steiner, Regensburg 2002, ISBN 3-7954-1475-X.
- Burg und Festung Forchheim. Schnell und Steiner Regensburg 2004, ISBN 3-7954-1658-2.
- Die Cadolzburg – Dynastenburg der Hohenzollern und markgräflicher Amtssitz (= Wissenschaftliche Beibände zum Anzeiger des Germanischen Nationalmuseums. 24, = Forschungen zu Burgen und Schlössern. Sonderband 1). Verlag des Germanischen Nationalmuseums, Nürnberg 2005, ISBN 3-936688-05-2.
- Forchheim. Schnell und Steiner, Regensburg 2005, ISBN 3-7954-1714-7.
- mit Michael Rykl: Die Raumstruktur der Burg Karls IV. in Lauf. In: Daniel Burger (Hrsg.): Burg Lauf a. d. Pegnitz. Ein Bauwerk Kaiser Karls IV. (= Forschungen zu Burgen und Schlössern. Sonderband 2). Schnell und Steiner, Regensburg 2006, S. 35–66.
- Festungen – entdecken & verstehen. Ein Schnellkurs. Regensburg 2007, ISBN 978-3-7954-1951-6.
- Festungen in Bayern. Regensburg 2008, ISBN 978-3-7954-1844-1.
- mit Michael Stephan: Vom Hofbräuhaus zum Nationaltheater. (Nicht nur) Münchner Geschichte in ausgewählten Archivalien aus dem Staatsarchiv München. München 2008, ISBN 978-3-938831-10-6.
- mit Thomas Biller und Timm Radt: Montfort und der frühe Burgenbau des Deutschen Ordens. Herausgegeben von Thomas Biller (= Forschungen zu Burgen und Schlössern. Sonderband 5). Michael Imhof Verlag, Petersberg 2015, ISBN 978-3-7319-0015-3.